# موسست
موسست (به فرانسوی: Mosset) یک روستا در فرانسه است که در canton of Pyrénées catalanes واقع شده‌است. موسست ۷۱٫۹۳ کیلومتر مربع مساحت و ۲۹۳ نفر جمعیت دارد و ۷۱۰ متر بالاتر از سطح دریا واقع شده‌است.